# Tilișca
Tilișca (in ungherese Tilicske, in tedesco Tilischen) è un comune della Romania di 1584 abitanti, ubicato nel distretto di Sibiu, nella regione storica della Transilvania. 
Il comune è formato dall'unione di 2 villaggi: Rod e Tilișca.